# Statistica (rivista)
Statistica è una rivista scientifica internazionale, è stata fondata nel 1931 come Supplemento statistico ai nuovi problemi di Politica, storia ed economia, curata dalle università di Bologna, Padova e Ferrara con l'obiettivo di enfatizzare il ruolo emergente della scienza statistica nell'evoluzione delle scienze sociali. 
Nel 1941 il Supplemento ha cambiato nome in Statistica: la rivista è attualmente pubblicata dal dipartimento di Scienze Statistiche dell'Università di Bologna.
Pubblica ad accesso aperto, con licenza CC BY, in inglese, con diffusione internazionale, utilizzando un processo di revisione double blind peer review.
Fra gli studiosi che hanno collaborato alla rivista (come membri del comitato scientifico o come autori) si possono ricordare Corrado Gini, Bruno De Finetti, Carlo Bonferroni, Marcel Fréchet, Samuel Kotz, Camilo Dagum, Estelle Bee Dagum, Italo Scardovi (editor-in-chief dal 1981 al 2004).